# Amaliada
Amaliada  (in greco Αμαλιάδα?) è un ex comune della Grecia nella periferia della Grecia Occidentale (unità periferica dell'Elide) con 32.090 abitanti secondo i dati del censimento 2001.
È stato soppresso a seguito della riforma amministrativa, detta Programma Callicrate, in vigore dal gennaio 2011 ed è ora compreso nel comune di Ilida.

## Geografia fisica
È situata nella valle dell'Elide e a sud del fiume Peneo. Dista 80 km da Patrasso, 20 da Pyrgos e 291 dalla capitale Atene.
Amaliada è la seconda città più popolosa dell'Elide, dopo il capoluogo Pyrgos.

## Località
Amaliada è suddiviso nelle seguenti comunità (i nomi dei villaggi tra parentesi):
- Agios Dimitrios (Agios Dimitrios, Kolokythas)
- Agios Ilias
- Amaliada (Amaliada, Agios Ioannis, Kouroutas, Marathea, Palouki, Panagia, Tsafleika, Tsichleika)
- Ampelokampos
- Archaia Ilida
- Avgeio
- Chavari (Chavari, Agios Georgios, Pera Chavari)
- Dafni (Dafni, Kalathas)
- Dafniotissa
- Douneika (Douneika, Agia Marina, Danika, Kato Kertezaiika)
- Geraki (Geraki, Analipsi)
- Kalyvia Ilidos
- Kardamas (Kardamas, Petroules)
- Kentro
- Keramidia
- Kryonero
- Peristeri (Peristeri, Asteraiika, Palaiolanthi)
- Roviata (Roviata, Kasidiaris, Paralia, Romeika)
- Savalia
- Sosti